# ザイロン

ザイロンの構造式。単位構造はパラフェニレンベンゾビスオキサゾールである

ザイロン (Zylon) は、合成繊維の商品名。

## 概要
2007年時点における有機系繊維の中では最高レベルの引張強度・弾性率を持つ繊維であり、ボディアーマー（防弾チョッキ）、コンクリート補強材、卓球のラケット、F1ドライバーのヘルメットのバイザーシールドなどに幅広く使用されている。
正式にはポリパラフェニレンベンゾビスオキサゾール (poly p-phenylenebenzobisoxazole) という物質であるが、一般にはザイロン (Zylon®) の商品名で知られている。ケブラーに比べて2倍の強度を持ち、650°C の高い分解温度、高い弾性率や難燃性を持っている。 

## 経年劣化をめぐる裁判
光や熱、湿気にさらされると想定より劣化が早まる性質があることから、2003年にはザイロン使用防弾チョッキの劣化が問題視され、アメリカのマサチューセッツ州にて東洋紡とセカンドチャンス社に対しての訴訟が起こされた。
東洋紡との間では最終的に和解が成立したが、東洋紡は和解契約において原告のすべての主張を否定して法的責任を認めない姿勢を貫いた。
一方、セカンドチャンス社は倒産した。